# マリー＝フランソワーズ・ビュケ

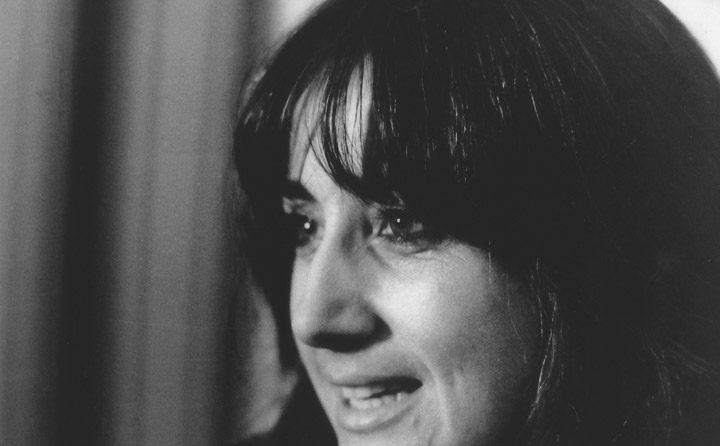
マリー＝フランソワーズ・ビュケ

マリー＝フランソワーズ・ビュケ（Marie-Françoise Bucquet, 1937年10月28日 - 2018年8月15日） は、フランスのピアニスト。
モンティヴィリエの生まれ。
5歳からピアノを始め、16歳でパリ音楽院を卒業した。その後ウィーン音楽院でピアノを学び、ヴィルヘルム・ケンプ、アルフレート・ブレンデル、エドゥアルト・シュトイアーマン、マックス・ドイチュらの薫陶を受けた。
1960年代初頭から演奏活動をはじめ、ピエール・ブーレーズ、ヤニス・クセナキス、ルチアーノ・ベリオ、カールハインツ・シュトックハウゼン、ベッツィ・ジョラスらと親交を結び、彼らの音楽を積極的に紹介した。
1986年からパリ音楽院で教鞭をとる。